# فيكتوريا رايت
فيكتوريا رايت (بالفرنسية: Victoria Wright)‏ هي لاعبة كرة الريشة بلغارية وفرنسية، ولدت في 1 مايو 1974 في بازارجيك في بلغاريا.

## وصلات خارجية
- فيكتوريا رايت على موقع BWF.tournamentsoftware.com (الإنجليزية)
- فيكتوريا رايت على موقع BWFbadminton.com (الإنجليزية)
- فيكتوريا رايت على موقع اللجنة الأولمبية الدولية (الإنجليزية)
- فيكتوريا رايت على موقع اللجنة الأولمبية الدولية (الإنجليزية)
- فيكتوريا رايت على موقع أوليمبيديا (الإنجليزية)
- فيكتوريا رايت على موقع أوليمبيديا (الإنجليزية)